# Carina Bergfeldt
Barbro Carina Bergfeldt, född 19 februari 1980 i Götene, Västergötland, är en svensk reporter, kolumnist och författare. Hon har bland annat arbetat på Aftonbladet och varit SVT:s USA-korrespondent. Hösten 2021 blev hon programledare för sin egen pratshow på SVT.

## Biografi
Bergfeldt, som är uppvuxen i Götene i Västergötland, gick åren 2002–2006 grundläggande journalistutbildning vid Göteborgs universitet, där hon också studerat internationella relationer. Hon har också studerat vid Newcastle University i Storbritannien.
Sin yrkeskarriär inledde hon på TV4 Halland och Skaraborgs Läns Tidning, innan hon år 2006 fick anställning på Aftonbladet. Efter tio år som skrivande kvällstidningsreporter började hon i mars 2016 arbeta som Sveriges Televisions korrespondent i Washington, D.C. Efter knappt fyra år lämnade hon i januari 2020 tjänsten som utrikeskorrespondent och flyttade tillbaka till Sverige.
I juni 2019 publicerade hon en uppmärksammad dokumentär – Min hemlige bror. Denna handlar om hur hon, efter att ha tagit ett DNA-test, upptäcker att hon har en dittills okänd halvbror i USA.
Bergfeldt var sommarvärd i P1 den 9 juli 2019. I programmet berättade hon bland annat om en barndom med våld och hot och en psykisk misshandel som lämnat svåra ärr.
År 2021 blev hon programledare för sin egen pratshow Carina Bergfeldt på SVT. Programmet ersatte inledningsvis tillfälligt Skavlan, som hade en säsongs uppehåll, men har sedan kommit att sändas i fyra säsonger (2022).

### Privatliv
Bergfeldt är sedan 22 juni 2019 gift med Jesper Zølck, som bevakar USA för danska TV2. I februari 2020 fick de sitt första barn, en son.

## Utmärkelser och kritik
Till Bergfeldts utmärkelser hör:
- 2012: Stora Journalistpriset i kategorin "Årets Berättare" för sitt reportage "Dagen vi aldrig glömmer" om massakern på Utøya. Juryns motivering var: "Av tusen lösa trådar väver hon en tät och tydlig berättelse som griper tag och vägrar släppa."[11]

- 2013: Tidningen Journalistens pris "Årets stilist"[12] och 2014 blev hon årets Mats Ljung-stipendiat tillsammans med komikern Petter Bristav.[13]

- 2016: "Årets Skaraborgare 2015"[14], som delas ut av P4 Skaraborg.[förtydliga]

- 2018: "Outstanding Achievement Award" som delas ut av American Swedish Historical Museum.[15][förtydliga]

- 2018: Filosofie hedersdoktor vid Umeå universitet med motiveringen "Hennes rapporteringar, präglade av hög aktualitet och professionalitet, bidrar på ett utomordentligt sätt till spridande av kunskap om vår samtid och utgör en motvikt till det nutida fenomenet falska nyheter."[16]

- 2021: Kristallen för "Årets kvinnliga programledare".

### Andra nomineringar
- Medieormen (2012) – nominerad tillsammans med Linda Hjertén, Aftonbladet, för sin bevakning av Breivikrättegången[17]
- Schibsted Journalism Awards, Storytelling (2013) – nominerad för artikelserien "En vecka med döden"[18]
- Schibsted Journalism Awards, Storytelling (2014) –  nominerad för artikelserien "Highway of tears"[19]
- Röda korsets journalistpris (2015) – nominerad tillsammans med Andreas Bardell för artikelserien "Kriserna vi glömde"[20]

### Kritik
Bergfeldts rapportering har kritiserats (men friats) av Granskningsnämnden för osaklighet i sin rapportering om Donald Trump.
I mitten av augusti 2021 startade Bergfeldt en insamling till Svenska Afghanistankommittén, medvetet i strid mot SVT:s regler. SVT:s etikavdelning sade att de såg mellan fingrarna på det inträffade. Anne Lagercrantz, divisionschef för SVT nyheter, menade att svaret från programetik kunde tolkas på det sättet, men att SVT ansåg att Bergfeldt hade betett sig olämpligt och att Bergfeldt fått restriktioner i bevakning av Afghanistankommittén, Afghanistan och biståndsfrågor.:11m35s Bergfeldt uppmärksammades även för att ha varit på fest med politiker.:1m14s Axel Gordh Humlesjö ifrågasatte att Bergfeldt inte hade låtit sig intervjuas och förklarat sig i mediegranskade program då han menade att det legitimerar andra makthavare att neka intervjuer.:5m14s Den 18 september lät sig Bergfeldt intervjuas i Medierna och medgav då att insamlingen var ett misstag, men sade att hon var provocerad av kritiken mot festbilderna. Bergfeldt sade att hon hade avböjt att medverka i Medierna för att de tio år tidigare felaktigt sagt att hon åkt till Mexiko på eget bevåg, när hon var där på en stipendieresa betald av sin arbetsgivare.:1m14s